# Hitman: Contracts
Hitman: Contracts is het derde deel uit de Hitman-spellenreeks. Het spel werd ontworpen door IO Interactive en uitgebracht door Eidos Interactive. Het is deels een remake van Hitman: Codename 47 en deels een prequel van Hitman: Blood Money. (Contracts begint aan het einde van de missie "Curtains Down" in Blood Money.)
De game verscheen op 29 januari 2013 samen met Hitman 2: Silent Assassin en Hitman: Blood Money voor de PlayStation 3 en Xbox 360 als onderdeel van The Hitman HD Trilogy.

## Gameplay
Contracts start met een flashback naar het ontstaan van Hitman. Agent 47, net klaar met een klus in Parijs, wordt neergeschoten door een onbekende. Hij haalt het net om zijn hotelkamer binnen te komen en valt dan flauw door shock. Denkend dat hij stervende is, blikt hij terug op de missies die hij eerder heeft gedaan. De speler komt te weten dat 47 in Roemenië de andere klonen vermoordde, en uiteindelijk vermoordde hij ook de professor, Dr. Ort-Meyer, die hem creëerde. In de andere missies herleeft 47 bepaalde missies. De game telt twaalf missies, wat voor een Hitman-spel redelijk kort is. In de laatste missie wordt hij omsingeld in een hotel in Parijs: het Franse arrestatieteam (GIGN) omsingelt het hotel met 200 man. Uiteindelijk kan 47 ontsnappen en komt hij dankzij Diana te weten dat er een concurrent voor ICA is bijgekomen. Hiermee wordt al een aanzet gegeven voor de volgende Hitman.
- Training - Een trainingslevel ergens in een besneeuwd berggebied waar 47/de speler onder andere de kunst van het sluipen kan oefenen of, als hij in de loop van het spel wapens ontgrendelt, met de wapens kan oefenen op schietbanen.
- Level 01 - Asylum Aftermath - Codename 47's "The Setup" en "Meet Your Brother" maar dan omgekeerd: 47 moet ontsnappen uit het lab/psychiatrisch ziekenhuis waar hij gecreëerd is door Ort-Meyer, dat inmiddels ook omsingeld is door een Roemeens arrestatieteam.
- Level 02 - The Meat Kings Party - Speelt af in een slachthuis waar een BDSM-feestje gaande is. 47 krijgt de opdracht om een ontvoerd meisje te redden van iemand genaamd Campbell Sturrock, ook bekend als de "Meat King", en zijn advocaat, Andrei Puscus. Het blijkt echter dat zij al dood is tegen de tijd dat 47 arriveert. Na overleg met Diana over de telefoon vermoordt 47 de Meat King en zijn advocaat.
- Level 03 - The Bjarkhov Bomb - Het Agentschap stuurt 47 naar een onderzeebootbasis in Siberië om Fabian Fuchs en Sergei Bjarkhov uit te schakelen en om de onderzeeër van Bjarkhov, die Bjarkhov gebruikt om vuile bommen te maken, tot zinken te brengen.
- Level 04 - Beldingford Manor - Deels een reddingsmissie. 47 moet de ontvoerde zoon van een ICA-cliënt uit een Engels landhuis redden en twee ontvoerders uitschakelen.
- Level 05 - Rendezvous in Rotterdam - De burgemeester van Rotterdam heeft 47 ingehuurd via het Agentschap om motorbendeleider Rutgert van Leuven en freelancejournalist Klaas Teller uit te schakelen en belastende foto's van de burgemeester veilig te stellen.
- Level 06 - Deadly Cargo - Een fusie van "Plutonium Runs Loose" en "Gunrunner's Paradise" van Codename 47. 47 moet Arkadij Jegorov vermoorden, zonder zijn kernbom af te laten gaan.
- Level 07 - Traditions of the Trade - Een remake van de gelijknamige missie in Codename 47. 47 moet echter dit keer zowel Franz Fuchs als zijn broer, Fritz Fuchs, vermoorden, en een chemische bom veiligstellen.
- Level 08 - Slaying a Dragon - Codename 47's "Kowloon Triads in Gang War". 47 moet een onderhandelaar van de Red Dragon Triad vermoorden om een bendeoorlog uit te lokken.
- Level 09 - The Wang Fou Incident - Een remake van "Ambush at the Wang Fou Restaurant" van Codename 47. 47 moet zes Blue Lotus Triad-leden en hun onderhandelaar uitschakelen om te voorkomen dat ze een wapenstilstand met de Red Dragon Triad afspreken.
- Level 10 - The Seafood Massacre - "The Massacre at the Cheung Chau Fish Restaurant" uit Codename 47. 47 moet twee onderhandelaren, van de Blue Lotus Triad en van de Red Dragon Triad, en een korpschef van de Hongkongse politie uitschakelen en een amulet van de Red Dragon Triad achterlaten om de indruk te wekken dat zij de aanslag uitgevoerd hebben.
- Level 11 - The Lee Hong Assassination - Een remake van de gelijknamige missie uit Codename 47. 47 kan eindelijk bij Lee Hong komen om hem uit te schakelen, maar daarvoor moet hij eerst een zogenaamde "Jade Figurine" veiligstellen en Agent Smith uit de kelder van het restaurant redden.
- Level 12 - Hunter and Hunted - 47 komt weer bij bewustzijn en moet ontsnappen aan de Franse politie die zijn hotel omsingelt. Ook besluit hij om de persoon die hem aan het begin van het spel neergeschoten heeft, inspecteur Albert Fournier, om te brengen.

## Wapens
Contracts heeft van alle Hitman-spellen het grootste aantal wapens:
- Silverballers (Agent 47's kenmerkende dubbele pistolen met of zonder geluiddempers)
- GK 17
- M 60
- M4
- AK-47
- Magnum 500 revolver
- SPAS-12
- W2000
- PGM Sniper Rifle
- Sawn-off Shotgun
- Katana
- Mini-Uzi
- Golden Desert Eagle(s)
- Dragunov Sniper
- Vleeshaak
- Fiber Wire (pianodraad, waarmee 47 een NPC geluidsloos kan wurgen)
- Injectiespuit (hiermee kan 47 een NPC bedwelmen)

## Ontvangst
| Geaggregeerde scores |                                        |
| Aggregeerder         | Score                                  |
| GameRankings         | (pc) 75,14% (PS2) 79,92% (Xbox) 77,57% |
| Metacritic           | (pc) 74/100 (PS2) 80/100 (Xbox) 78/100 |